# Dire, fare, curare
Dire, fare, curare è un singolo del cantautore italiano Alex Wyse, in collaborazione con la cantante britannica Sophie and the Giants, pubblicato il 20 gennaio 2023 come secondo estratto dal primo album in studio Ciò che abbiamo dentro.

## Descrizione
Il brano, scritto da Fabrizio Fusaro, è prodotto da Simone Guzzino.

## Video musicale
Il video musicale, diretto dai Twohats (Simone Coppola e Gabriele Perroni), è stato pubblicato il 6 febbraio 2023 attraverso il canale YouTube del cantautore.

## Tracce
Testi di Fabrizio Fusaro, musiche di Alessandro Rina, Fabrizio Fusaro e Simone Guzzino.
1. Dire, fare, curare (feat. Sophie and the Giants) – 2:57